# Notropis anogenus
Notropis anogenus és una espècie de peix de la família dels ciprínids i de l'ordre dels cipriniformes. Va ser descrit per Stephen A. Forbes el 1885. Poden assolir els 5,8 cm de longitud total.
Es troba a Nord-amèrica.